# Белз (гміна)
Ґміна Белз — колишня (1934–1939 рр.) сільська ґміна Сокальського повіту Львівського воєводства Польської республіки. Центром ґміни було місто Белз.
Ґміну Белз було утворено 1 серпня 1934 р. у межах адміністративної реформи в ІІ Речі Посполитій із дотогочасних сільських ґмін: Безеїв, Будинин, Цеблів, Хлоп’ятин, Гора, Куличків, Махнівок, Миців, Осердів, Пивовщина, Прусинів, Перемислів, Себечів, Тушків, Ванів, Вербіж, Витків, Ворохта, Вижлув (Вижлів), Жужіль.
27 вересня 1939 р. відповідно до Пакту Молотова — Ріббентропа територія ґміни була зайнята радянськими військами, але Договором про дружбу та кордон між СРСР та Німеччиною Сталін обміняв Закерзоння на Литву і до 12 жовтня радянські війська відійшли за Буг і Солокію тому північну частину ґміни на лівому березі Солокії передали німцям (включена до Дистрикту Люблін Генеральної губернії, в 1944 р. віддана Польщі). Південна частина (села Гора, Куличків, Прусинів і Ванів) 17 січня 1940 р. включена до новоутвореного  Шевченківського району Львівської області, а в 1941—1944 рр. входила до Дистрикту Галичина.